# Херман Зомерс
Херман Зомерс (19. новембар 1912 – 19. јун 1959)  био је индонежански фудбалски нападач који је играо за Херкулес Батавију и за Холандске Источне Индије на Светском првенству у фудбалу 1938. године.